# Dmitrij Bivol
WBC, WBA, IBF e WBO dei mediomassimi
Dmitrij Jur'evič Bivol (in russo Дмитрий Юрьевич Бивол?; Tokmok, 18 dicembre 1990) è un pugile russo, detentore del titolo WBA (Super) dei mediomassimi dal 2017. Da dilettante, ha vinto la medaglia di bronzo ai giochi mondiali 2008 (2008 World Combat Games) nella categoria dei 75 kg.

## Biografia
Bivol è nato nella Repubblica Socialista Sovietica Kirghisa da padre moldavo e da madre koryo-saram (di etnia coreana). Ha iniziato a praticare boxe all'età di 6 anni, prima di trasferirsi in Russia a 11. Nato da genitori in terra straniera, ha "trovato" come casa la Russia post-sovietica. Bivol ha avuto una carriera da dilettante decorata, avendo vinto due campionati del mondo giovanili (U-17), così come la medaglia di bronzo nel 2008 agli AIBA Youth World Boxing Championships nei pesi medi. Bivol è stato campione nazionale russo dilettante nel 2012 e nel 2014, come peso medio-massimo. Termina la carriera da dilettante con un record di 268-15.

## Carriera professionistica

### Inizi
Bivol ha debuttato da professionista nel Novembre 2014. Ha vinto i primi 6 match per KO. Bivol si è avvalso di sparring partners come Egor Mechoncev, Jean Pascal, e Vjačeslav Šabranskyj all'inizio della sua carriera professionistica. Vive a San Pietroburgo, ma si allena nella parte Sud della California.

### Campione ad interim WBA
Bivol ha vinto il titolo ad interim WBA nei pesi mediomassimi il 21 Maggio 2016, vincendo contro l'imbattuto Felix Valera per decisione unanime (119-107, 119-107, 116-111). Bivol ha dominato Valera, mandandolo al tappeto due volte con le combinazioni. In quel periodo, la WBA aveva tre diversi titoli mondiali, con Bivol che deteneva la versione inferiore di questi. La sua prima difesa arriva contro Robert Berridge il 23 Febbraio 2017. Bivol ha sopraffatto facilmente Berridge, colpendolo ripetutamente per 4 rounds prima dello stop per KO tecnico. Berridge è andato al tappeto al terzo round. All'inizio del quarto round, Bivol gli ha causato un taglio all'occhio destro. Andato al tappeto un'altra volta e sanguinante profusamente, il medico a bordo ring stoppa il match. Bivol ha poi difeso il titolo contro Samuel Clarkson il 14 Aprile 2017. Anche questa volta ha vinto in maniera dominante mandando al tappeto Clarkson due volte nel primo round, prima di una terza volta nel quarto round con un destro secco dalla media distanza. Sebbene Clarkson si fosse rialzato, l'arbitro stoppa il match, dando a Bivol una vittoria per KO tecnico.
Bivol ha tentato di affrontare il campione regolare WBA  Nathan Cleverly dopo la sua vittoria su Clarkson. È apparso tra gli incontri che precedevano il match clou della serata, Ward-Kovalev II, contro Cedric Agnew,. Agnew precedentemente era stato sconfitto da Clarkson. Bivol ha vinto un'altra volta velocemente e impetuosamente, ottenendo una vittoria per KO tecnico per la terza volta consecutiva. Agnew ha subito un atterramento al primo round.

### Campione WBA dei pesi medio-massimi
Da campione ad interim, Bivol era lo sfidante obbligato di Cleverly, ma la WBA concesse a quest'ultimo in via eccezionale di poter affrontare Badou Jack. Dopo che Jack sconfisse Cleverly, la WBA ha ordinato l'inizio delle contrattazioni tra Bivol-Jack. Comunque, a seguito del ritiro del campione unificato e campione WBA (Super), Andre Ward, Jack ha deciso di lasciare vacante il suo titolo, presumibilmente per inseguire uno degli altri titoli vacanti lasciati da Ward.

#### Bivol vs. Broadhurst
Con tutti i titoli WBA vacanti, il campione ad interim Bivol, è stato elevato a campione. Fu programmata la sua sfida con Trent Broadhurst, alla Salle des Etoiles, a Monte-Carlo. Come campione temporaneo Bivol ricopriva la posizione #1 del ranking WBA, mentre Broadhurst la numero #11. L'annuncio dell'incontro è stato accolto con incredulità dai media dato che erano disponibili altri sfidanti più in alto nel ranking. Il numero #2 Sullivan Barrera espresse, su twitter, il suo dispiacere per essere stato trascurato. Il presidente della WBA Gilberto Mendoza, successivamente ha chiarito che il vincitore del match avrebbe affrontato, entro 120 giorni, lo sfidante più in alto del ranking. Bivol ha vinto l'incontro per KO, con un destro pulito al mento, alla fine del primo round. L'incontro trasmesso live dalla HBO, è stato visto da 341.000 persone, ed un replay il medesimo giorno, ne ha avuti 289.000.

#### Bivol vs. Barrera
L'incontro successivo, Bivol ha affrontato il test più duro della sua carriera, il 3 Marzo 2018. Bivol ha dominato Barrera (21-2, 14 KO) per 11 round e al dodicesimo ha trovato il colpo decisivo. Bivol è stato in grado di boxare tenendo la distanza durante l'incontro, per poi esplodere improvvisamente un destro massiccio che ha mandato al tappeto il cubano a metà della dodicesima ripresa. Rialzatosi, l'arbitro Harvey Dock, ha fermato l'incontro per TKO ad 1 minuto e 41 secondi dell'ultima ripresa. All'inizio del match, Bivol aveva riportato un taglio all'occhio destro ed un ematoma che si è sviluppato durante l'incontro sopra l'occhio sinistro. Entrambe le ferite sono frutto di scontri accidentali. L'incontro è stato concomitante alla difesa del titolo WBO di Sergej Kovalëv, avvenuta con successo su Igor' Michalkin. Il programma era stato confermato a Dicembre 2017. Dopo l'incontro Bivol ha dichiarato attraverso il traduttore:
"Mi sono sentito un po' come un dilettante stasera, è stato davvero un grande avversario. Sullivan mi ha mostrato un sacco di cose questa sera e devo lavorare su molte. Grazie, Sullivan. Ho risparmiato le energie. Pensavo quante ne avrei avute bisogno per il resto dell'incontro, ma al dodicesimo round sapevo che potevo metterlo KO. Ho premuto sull'acceleratore e il KO è arrivato."
Bivol è andato a segno con il 31% dei colpi sferrati (243 di 778) a fronte del 12% di Barrera (75 di 606). Barrera, è andato a segno con solo 10 jab (di 333), a fronte dei 97 (di 400) del pugile russo. Il match ha avuto circa 512.000 spettatori, con un picco di 570.000 sul HBO.

## Record professionale
| No. | Risultato | Record | Avversario               | Metodo | Data             | Round, tempo  | Luogo                                | Note                                                                             |
| --- | --------- | ------ | ------------------------ | ------ | ---------------- | ------------- | ------------------------------------ | -------------------------------------------------------------------------------- |
| 25  | Vittoria  | 24-1   | Artur Beterbiev          | SD     | 22 febbraio 2025 | 12            | Riyadh, Saudi Arabia                 | Diventa il nuovo campione indiscusso dei pesi mediomassimi                       |
| 24  | Sconfitta | 23-1   | Artur Beterbiev          | MD     | 13 ottobre 2024  | 12            | Riyadh, Saudi Arabia                 | Perde i titoli WBA (Super) e IBO dei pesi mediomassimi                           |
| 23  | Vittoria  | 23-0   | Malik Zinad              | TKO    | 1 giugno 2024    | 6(12), 2:06   | Kingdom Arena, Riyadh, Saudi Arabia  | Mantiene il titolo WBA (Super) dei pesi mediomassimi e IBO dei pesi mediomassimi |
| 22  | Vittoria  | 22-0   | Lyndon Arthur            | UD     | 23 dicembre 2023 | 12            | Riyad, Saudi Arabia                  | Mantiene il titolo WBA (Super) e vince il titolo IBO dei pesi mediomassimi       |
| 21  | Vittoria  | 21–0   | Gilberto “Zurdo” Ramirez | UD     | 5 novembre 2022  | 12            | Abu Dhabi, Emirati Arabi Uniti       | Mantiene il titolo WBA (Super) dei pesi mediomassimi.                            |
| 20  | Vittoria  | 20–0   | Canelo Álvarez           | UD     | 7 maggio 2022    | 12            | Paradise, Stati Uniti d'America      | Mantiene il titolo WBA (Super) dei pesi mediomassimi.                            |
| 19  | Vittoria  | 19–0   | Umar Salamov             | UD     | 11 dicembre 2021 | 12            | Ekaterinburg, Russia                 | Mantiene il titolo WBA (Super) dei pesi mediomassimi.                            |
| 18  | Vittoria  | 18–0   | Craig Richards           | UD     | 1 maggio 2021    | 12            | Manchester, Regno Unito              | Mantiene il titolo WBA (Super) dei pesi mediomassimi.                            |
| 17  | Vittoria  | 17–0   | Lenin Castillo           | UD     | 12 ottobre 2019  | 12            | Chicago, Stati Uniti d'America       | Mantiene il titolo WBA (Super) dei pesi mediomassimi.                            |
| 16  | Vittoria  | 16–0   | Joe Smith Jr.            | UD     | 9 marzo 2019     | 12            | Verona, Stati Uniti d'America        | Mantiene il titolo WBA dei pesi mediomassimi.                                    |
| 15  | Vittoria  | 15–0   | Jean Pascal              | UD     | 24 novembre 2018 | 12            | Atlantic City, Stati Uniti d'America | Mantiene il titolo WBA dei pesi mediomassimi.                                    |
| 14  | Vittoria  | 14–0   | Isaac Chilemba           | UD     | 4 agosto 2018    | 12            | Atlantic City, Stati Uniti d'America | Mantiene il titolo WBA dei pesi mediomassimi.                                    |
| 13  | Vittoria  | 13–0   | Sullivan Barrera         | TKO    | 3 marzo 2018     | 12 (12), 1:41 | New York, Stati Uniti d'America      | Mantiene il titolo WBA dei pesi mediomassimi.                                    |
| 12  | Vittoria  | 12–0   | Trent Broadhurst         | KO     | 4 novembre 2017  | 1 (12), 3:00  | Monte Carlo, Monaco                  | Mantiene il titolo WBA dei pesi mediomassimi.                                    |
| 11  | Vittoria  | 11–0   | Cedric Agnew             | TKO    | 17 giugno 2017   | 4 (10), 1:27  | Paradise, Stati Uniti d'America      |                                                                                  |
| 10  | Vittoria  | 10–0   | Samuel Clarkson          | TKO    | 14 aprile 2017   | 4 (12), 1:40  | Oxon Hill, Stati Uniti d'America     | Mantiene il titolo WBA interim dei pesi mediomassimi.                            |
| 9   | Vittoria  | 9–0    | Robert Berridge          | TKO    | 23 febbraio 2017 | 4 (12), 0:47  | Nižnij Tagil, Russia                 | Mantiene il titolo WBA interim dei pesi mediomassimi.                            |
| 8   | Vittoria  | 8–0    | Jevhen' Machtejenko      | UD     | 29 ottobre 2016  | 10            | Ekaterinburg, Russia                 |                                                                                  |
| 7   | Vittoria  | 7–0    | Felix Valera             | UD     | 21 maggio 2016   | 12            | Mosca, Russia                        | Vince il titolo WBA interim dei pesi mediomassimi.                               |
| 6   | Vittoria  | 6–0    | Cleiton Conceição        | KO     | 18 febbraio 2016 | 4 (10), 2:24  | Costa Mesa, Stati Uniti d'America    |                                                                                  |
| 5   | Vittoria  | 5–0    | Jackson Junior           | TKO    | 4 novembre 2015  | 4 (10), 1:59  | Kazan', Russia                       | Vince il vacante titolo WBA Intercontinentale dei pesi mediomassimi.             |
| 4   | Vittoria  | 4–0    | Felipe Romero            | KO     | 27 agosto 2015   | 8 (8), 2:38   | Costa Mesa, Stati Uniti d'America    | Vince il vacante titolo WBC–USNBC Silver dei pesi mediomassimi.                  |
| 3   | Vittoria  | 3–0    | Joey Vegas               | KO     | 22 maggio 2015   | 4 (8), 1:10   | Mosca, Russia                        |                                                                                  |
| 2   | Vittoria  | 2–0    | Konstantin Piternov      | TKO    | 10 aprile 2015   | 3 (6), 1:12   | Mosca, Russia                        |                                                                                  |
| 1   | Vittoria  | 1–0    | Jorge Rodríguez Olivera  | TKO    | 28 novembre 2014 | 6 (6), 1:44   | Mosca, Russia                        |                                                                                  |